# Pinytus
Pinytus (auch: Pinitus; † 180) war Bischof von Knossos auf Kreta.
Pinytus wird von Eusebius von Caesarea erwähnt, der ihn wegen seiner Frömmigkeit rühmt. Er wird auch als Heiliger verehrt; sein Gedenktag ist der 10. Oktober.